# Gloeocapsa
Gloeocapsa (Del griego gloeo-, «pegajoso» o «gelatina», y del latín capsa, «caja») es un género de cianobacterias cuyas células secretan envolturas gelatinosas individuales que se pueden ver como recubrimientos transparentes alrededor de las células recientemente divididas. Estas envolturas a la vez se encuentran dentro de otras envolturas externas. Los pares de células recientemente divididas a menudo parecen ser solo una célula, ya que las nuevas células se unen temporalmente.

## Peculiaridades
Algunas especies de este género son halófilas y, por lo tanto, se encuentran en lagos hipersalinos y en otros entornos de alta salinidad. Un ejemplo de esta "ocurrencia" del género se encuentra en los salares de Makgadikgadi de Botsuana. La especie Gloeocapsa magma es conocida por colonizar tejas de tejado en los Estados Unidos.